# César López
César López Giraldo (Bogotá, 14 de junio de 1973) es un músico, compositor, guitarrista, pianista y activista colombiano. Es también el creador de la escopetarra. Su carrera artística ha estado dedicada al acompañamiento y memorialización de las víctimas del conflicto armado colombiano y al respeto por la vida.

## Carrera musical
Nacido en Bogotá, Colombia, en 1973, creció en el barrio de Teusaquillo. López se interesó por la música a muy temprana edad. Entre los 12 y 14 años, empezó a tocar rock and roll. A los 20 años formó parte de una banda de rock pop que se llamó Poligamia, la cual ganó cierto nivel de notoriedad en su país natal.
López colaboró musicalmente con el rapero venezolano Canserbero en las canciones «Tiempos de Cambio» y «Jamming Sin Fronteras».
En 2025, realizó una colaboración con la rapera colombiana Kei Linch, en el tema «Somos el Tiempo».

## Activismo
En 2003, López fundó el Batallón de Reacción Artística Inmediata, el cual involucra a varios músicos y activistas que buscan alternativas a la violencia que ha plagado a Colombia durante muchos años. El grupo concentra principalmente sus esfuerzos en la ciudad de Bogotá. Cuando se le informa, es ampliamente conocido que el grupo se reúne inmediatamente para tocar por las víctimas directamente afectadas por la violencia dentro del país.
César López ha sido catalogado como un «Mensajero no violento» de las Naciones Unidas y un «Emisario de la conciencia» para Amnistía Internacional. En 2010, él y su ingeniero de audio Julio Monroy, grabaron el álbum Las voces del Salado. El disco fue grabado en los Montes de María con la gente del caserío El Salado, quienes estuvieron involucrados en la Masacre de El Salado en 2000.

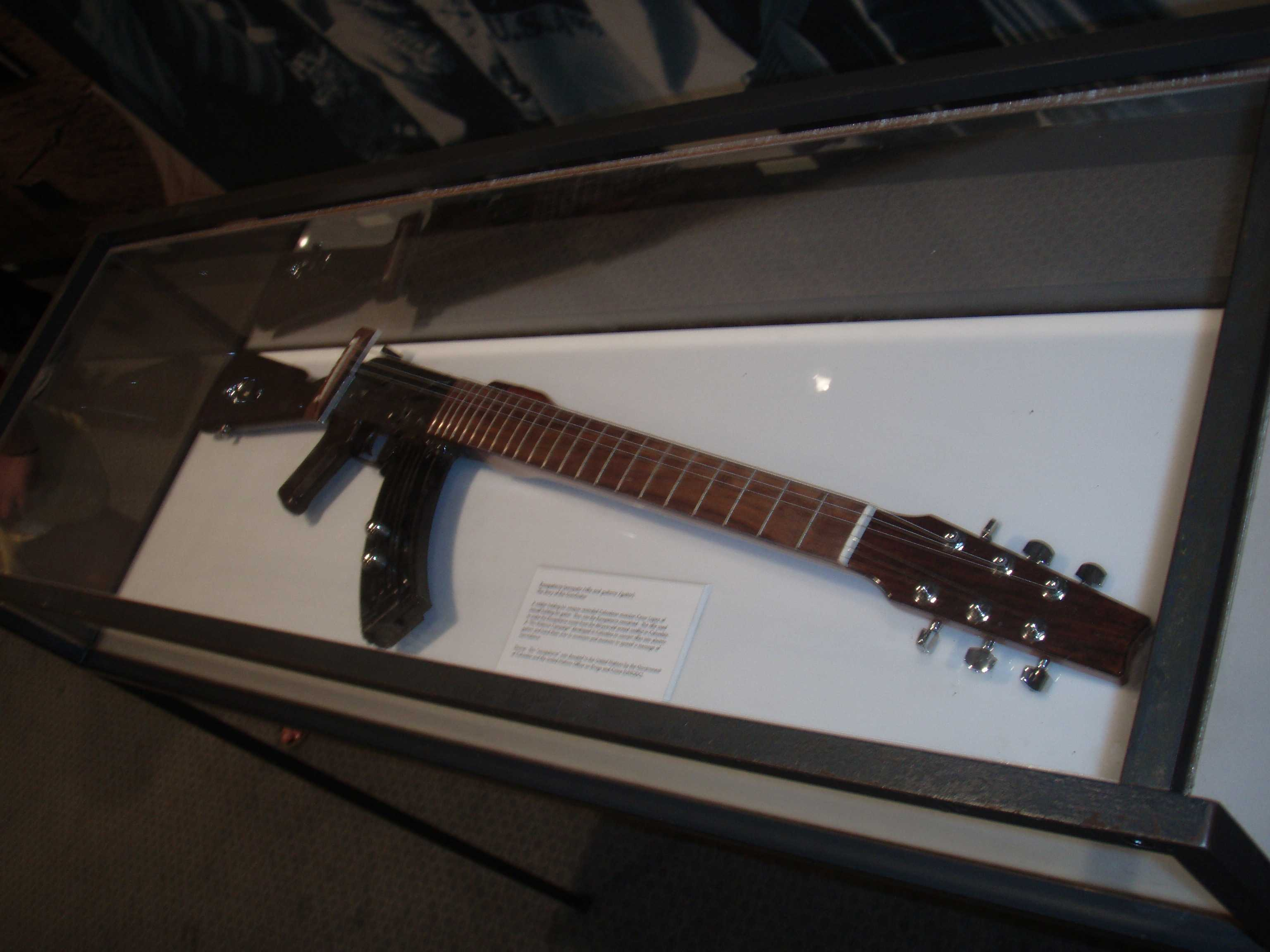
Una escopetarra, expuesta en la sede de las Naciones Unidas.

López es el creador de la escopetarra, un instrumento musical en gran parte simbólico que es un fusil AK-47 convertido en guitarra. Hasta el momento, solo se han producido unas pocas docenas de estas guitarras, pero una vez completadas, López habría pretendido dar las guitarras a músicos de alto perfil en todo el mundo, como Juanes, Fito Páez, Bob Geldof y Manu Chao, y a líderes religiosos y políticos como Kofi Annan.
En 2013, en el Día Internacional de la No Violencia, López lideró el movimiento llamado 24-0 (24 horas, cero muertes violentas). «El eje central de 24-0 es elevar el valor de la vida, es volver a sentir que la vida es intocable. Es una propuesta ciudadana, es gente del común proponiéndole a otra que se autorregule, que cuide la vida de otras personas», aseguró.